# Saint-Paul-de-Fenouillet
Saint-Paul-de-Fenouillet är en kommun i departementet Pyrénées-Orientales i regionen Occitanien i södra Frankrike. Kommunen ligger i kantonen Saint-Paul-de-Fenouillet som tillhör arrondissementet Perpignan. År 2022 hade Saint-Paul-de-Fenouillet 1 740 invånare.

## Befolkningsutveckling
Antalet invånare i kommunen Saint-Paul-de-Fenouillet
| Referens: INSEE |